# Joubertina
Joubertina este un oraș din provincia Oos-Kaap, Africa de Sud.